# Monica Barbaro
Monica Barbaro, född 17 juni 1989 i San Francisco, är en amerikansk skådespelare.
Barbaro har bland annat medverkat i TV-serierna The Good Cop från 2018 och Splitting Up Together (2018–2019). Hon har även medverkat i filmen Top Gun: Maverick från 2022.

## Filmografi (i urval)
- 2016 – Hawaii Five-0 (TV-serie)
- 2017 – Lethal Weapon (TV-serie)
- 2018 – The Good Cop (TV-serie)
- 2018–2019 – Splitting Up Together (TV-serie)
- 2022 – Top Gun: Maverick
- 2023 – FUBAR (TV-serie)
- 2024 – A Complete Unknown